# Unterwalden
Unterwalden (en alemany Unterwalden, en francès Unterwald, en italià Unterwaldo, en romanx Silvania) va ser un dels tres cantons fundadors de Suïssa, juntament amb els cantons de Schwyz i d'Uri.

## Geografia
Aquest cantó està situat en el centre geogràfic de Suïssa. Al nord limita amb el Llac dels Quatre Cantons i pels altres punts cardinals limita amb diferents serres de muntanya. A l'oest podem trobar el Cantó de Lucerna i el de Schwyz, al nord trobem el cantó d'Uri i a l'est el cantó de Berna.

## Història
La Carta Federal de 1291 signada per les comunitats rurals d'Uri, Schwyz i Unterwalden es considera tradicionalment el document fundador de la Confederació Suïssa, encara que van poder haver existit aliances similars algunes dècades abans.
En l'actualitat el cantó està dividit en dos semicantons, el de Nidwalden i el d'Obwalden. Aquesta separació ja prové d'abans de la independència i, per tant, mai va existir jurídicament un cantó Unterwalden, sinó sempre dos semicantons. Com que és un cantó té dret a dos representants al consell dels estats i com que està dividit, cada semicantó tria un representat a Berna.